# Шаминад, Сесиль
Сесиль Шаминад (фр. Cécile Chaminade, 8 августа 1857, Париж — 13 апреля 1944, Монте-Карло) — французский композитор и пианистка.

## Биография и творчество
Брала частные уроки музыки, её талант заметили и поощрили Сен-Санс, Шабрие, Бизе. В 1888 году представила публике три своих сочинения, положивших начало её известности, — балет «Каллироя», Концертштюк для фортепиано и оркестра и драматическую симфонию с хорами «Амазонки». Ей принадлежат Сюита для оркестра (1881), комическая опера «Севильянка» (1882), Трио № 2 для скрипки, виолончели и фортепиано (1887), Концертино для флейты (1902). Кроме того, Шаминад — автор многочисленных фортепианных сочинений, песен и романсов в духе романтизма на стихи Ронсара, Гюго, Мюссе, Готье, Ж. Верна, Ришпена, Сюлли-Прюдома и др.
С 1875 года с успехом концертировала как пианистка во Франции, Великобритании и США. В 1908 году гастролировала в Канаде, затем в США, где с Филадельфийским оркестром исполняла свой концертштюк для фортепиано с оркестром. В 1919 году школой-студией под руководством К. Я. Голейзовского был поставлен балет «Арлекинада» (Карнавал) на музыку Шаминад.
Сестра Сесиль, Анриетта, была замужем за польско-немецким композитором Морицем Мошковским.